# Ulica Kazimierza Brodzińskiego w Krakowie
Ulica Kazimierza Brodzińskiego – ulica w Krakowie, wytyczona z uwagi na budowę mostu Franciszka Józefa I (lata 1844-1850), który łączył Podgórze z Kazimierzem. Po kazimierskiej stronie rzeki wytyczono wówczas ul. Mostową, prowadzącą do pl. Wolnica. Dziś w miejscu mostu znajduje się Kładka Ojca Laetusa Bernatka.
Początkowo nazywano ją ulicą Krakowską, a obecna nazwa obowiązuje od 1917 roku. Zabudowa pochodzi z końca XIX wieku. Pod numerem 9 znajduje się Kamienica Aleksandrowiczów, natomiast na rogu z Rynkiem Podgórskim – Dom Pod Jeleniami.

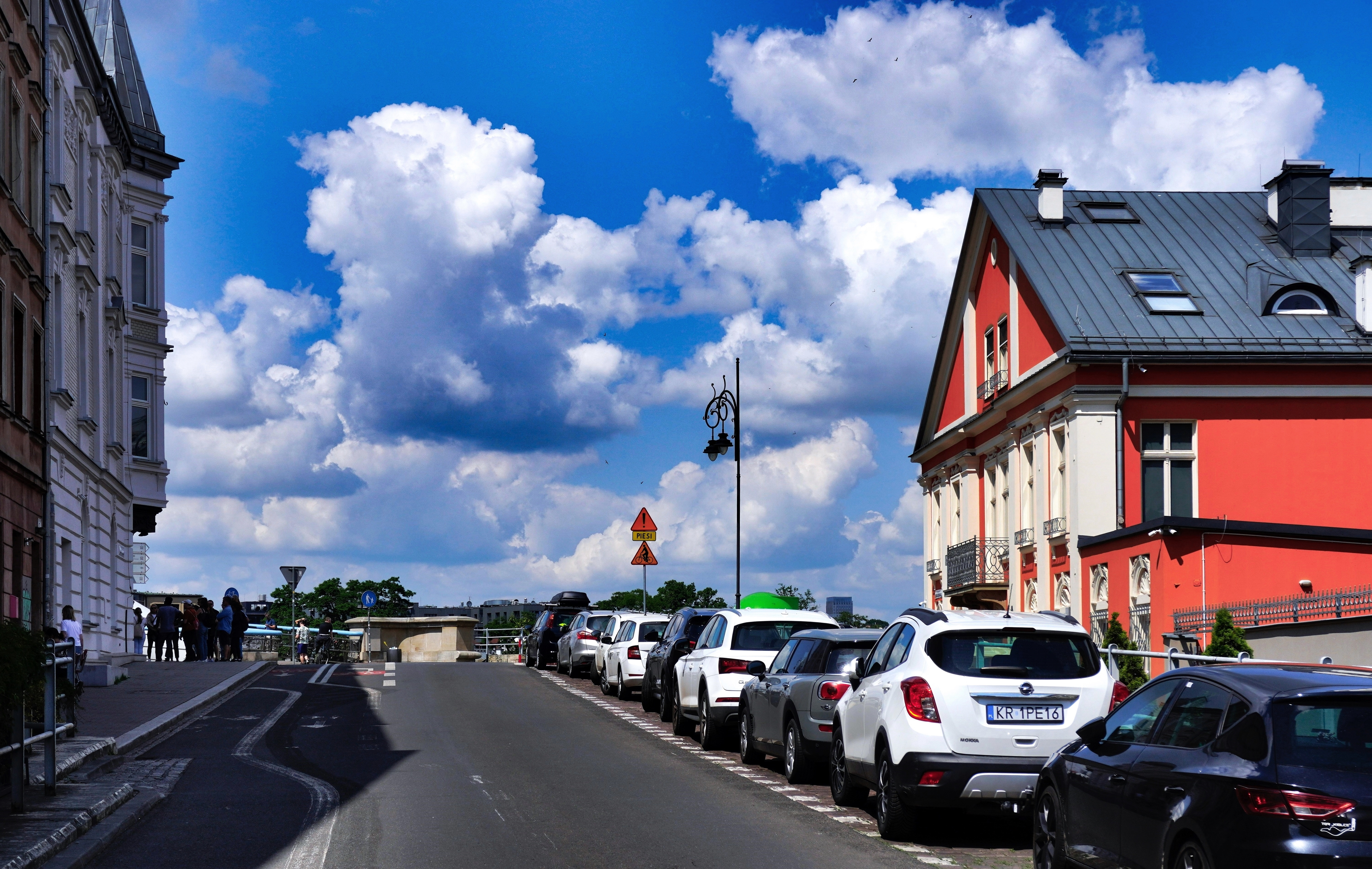
Widok na północ od skrzyżowania z ulicą Staromostową